# Illuminati (travhäst)
Illuminati, född 1 april 2014, död 26 november 2019 i Skåne län, var en svensk varmblodig travhäst. Han tränades och kördes av Joakim Lövgren.
Illuminati tävlade åren 2017–2019 och sprang in 1,1 miljoner kronor på 39 starter varav 9 segrar, 8 andraplatser och 8 tredjeplatser. Han tog karriärens största seger i ett Klass I-försök (dec 2018). Han kom på tredjeplats i ett försök till 2018 års upplaga av Svenskt Travderby. Han kom även på andraplats i Bronsdivisionens final (nov 2019), detta i karriärens näst sista start.
Han avlivades tisdagen den 26 november 2019 efter att ha varit med om en svår olycka i hagen. Han hade gjort sin senaste start bara tre dagar före, den 23 november 2019 i Silverdivisionen inom V75 på hemmabanan Jägersro. I loppet blev han sexa efter att ha galopperat.